# Pantsermuseum Thun
Het Pantsermuseum Thun is gevestigd in Thun, Zwitserland. In de collectie van het museum zijn opgenomen diverse tanks, pantservoertuigen en artilleriestukken. Het museum heeft als specialiteit voertuigen die in Zwitserland zijn ontworpen of zijn geproduceerd.

## Beschrijving
Aan het einde van de Tweede Wereldoorlog wilde Zwitserland de eigen wapenindustrie betrekken bij de ontwikkeling van nieuwe tanks en pantservoertuigen. In Thun werden een groot aantal tanks van Duitse en geallieerde makelij verzameld. De verzameling diende als basis voor het opbouwen van kennis van de ontwikkelingen op dit gebied waaruit men in Zwitserland lering kon trekken.
Later zijn aan de collectie ontwerpen van eigen bodem toegevoegd, dit betreft voertuigen die daadwerkelijk in productie zijn genomen en prototypen.
De collectie staat buiten en mede door gebrek aan onderhoud zijn de voertuigen niet meer rijvaardig. Het museum is open voor bezoek.

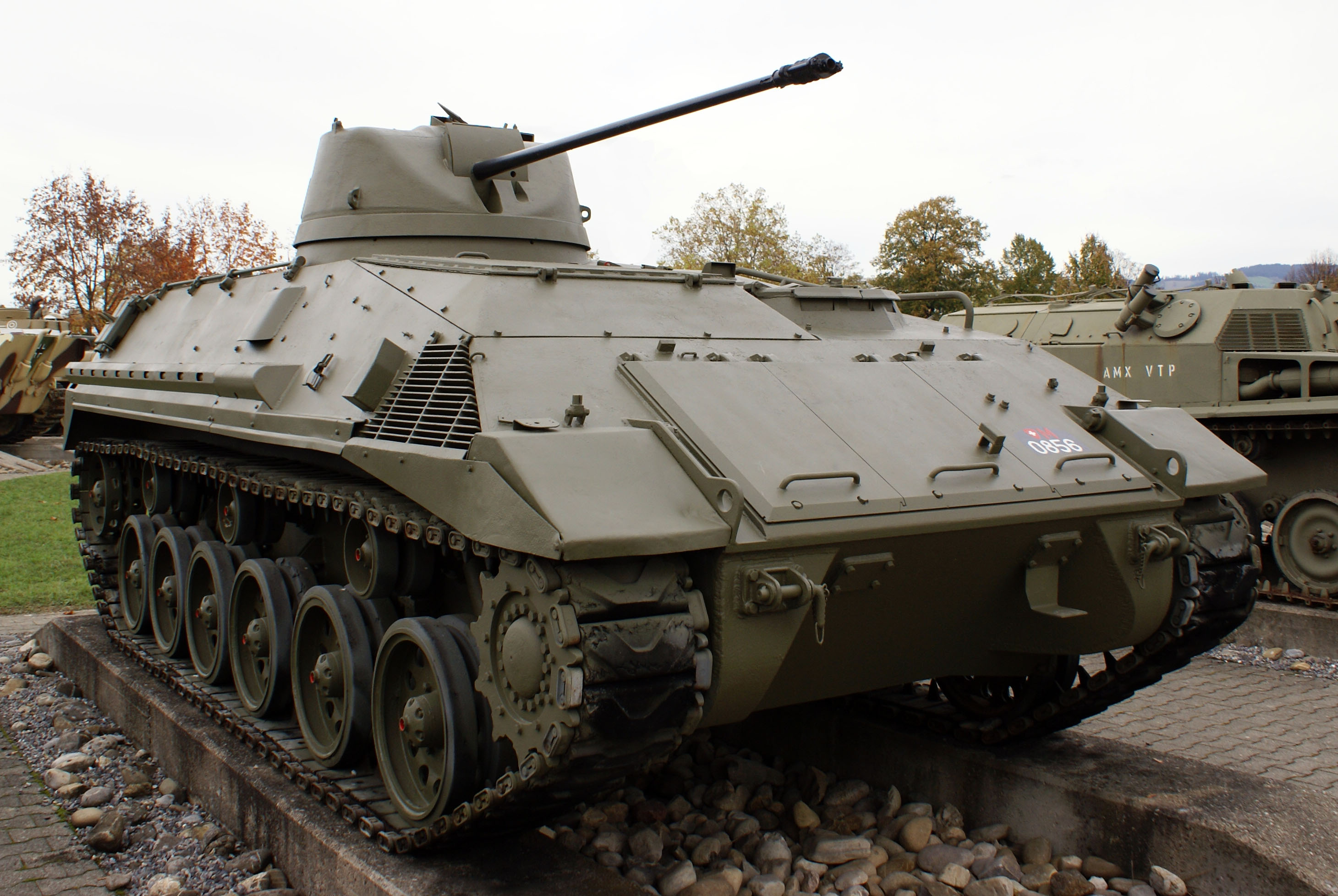
Saurer Tartaruga prototype
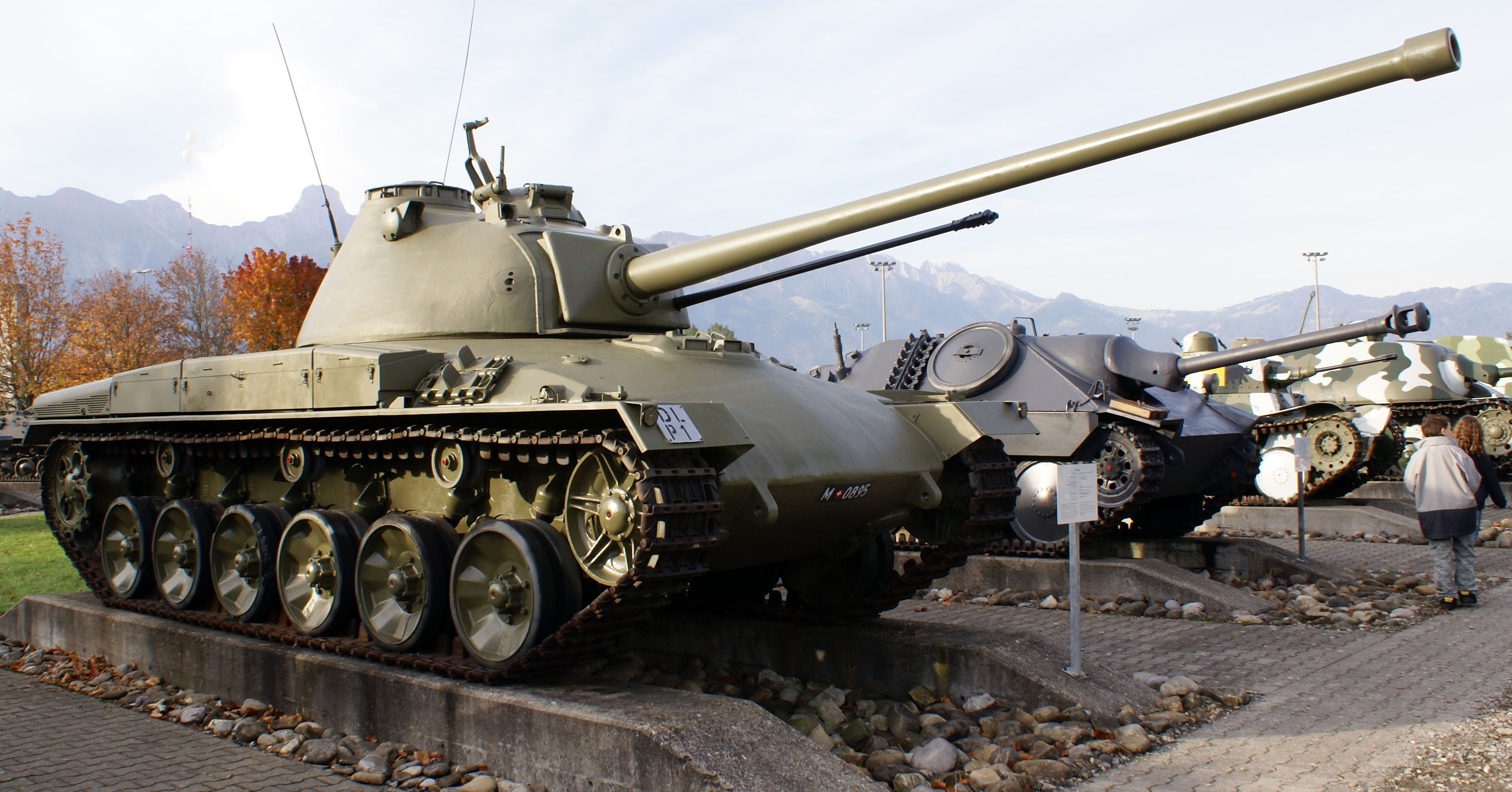
Panzer 58 uit 1958; 2 prototypen en 10 productievoertuigen
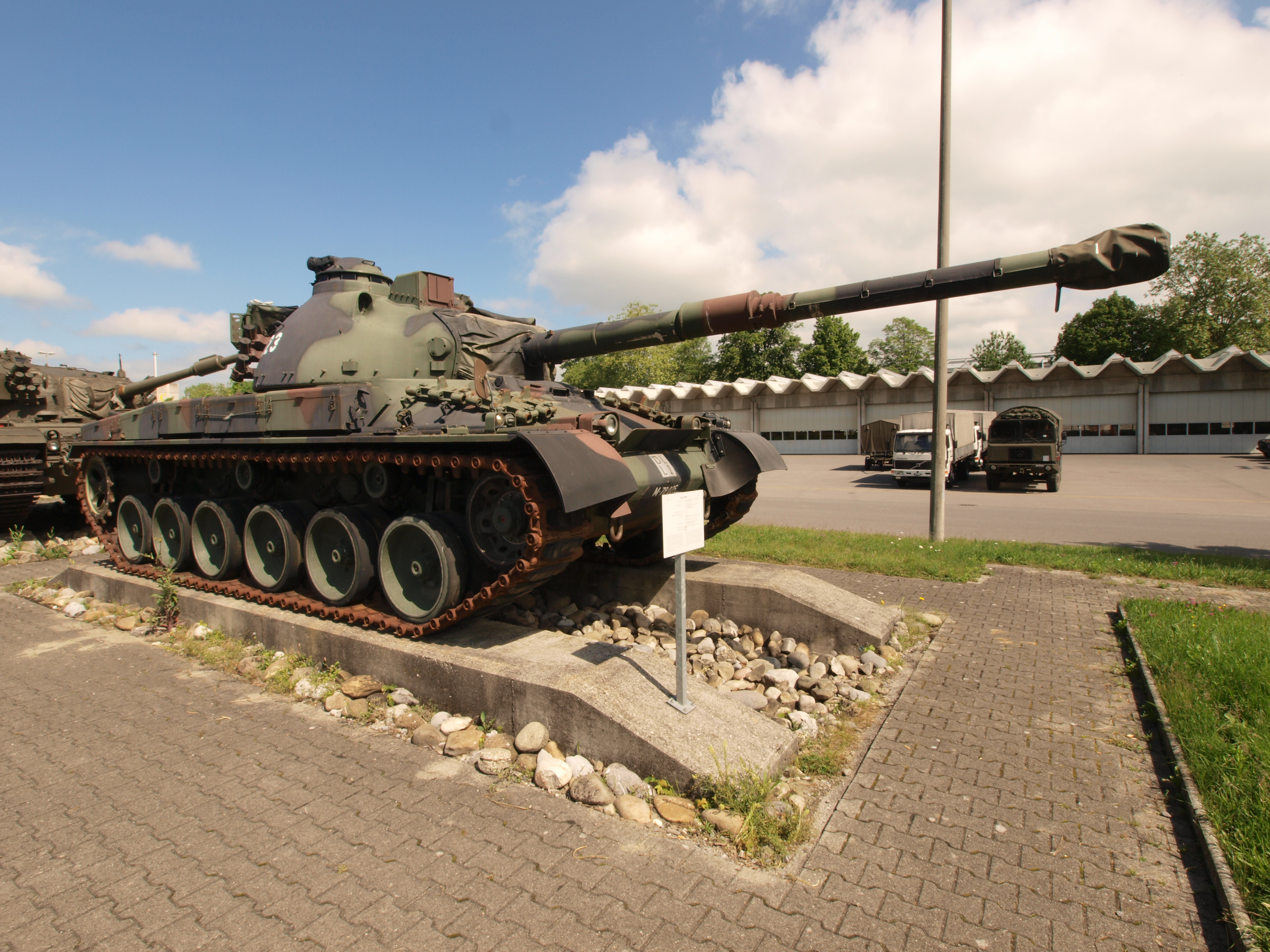
Panzer 68 met 10,5cm kanon, 195 stuks van gemaakt
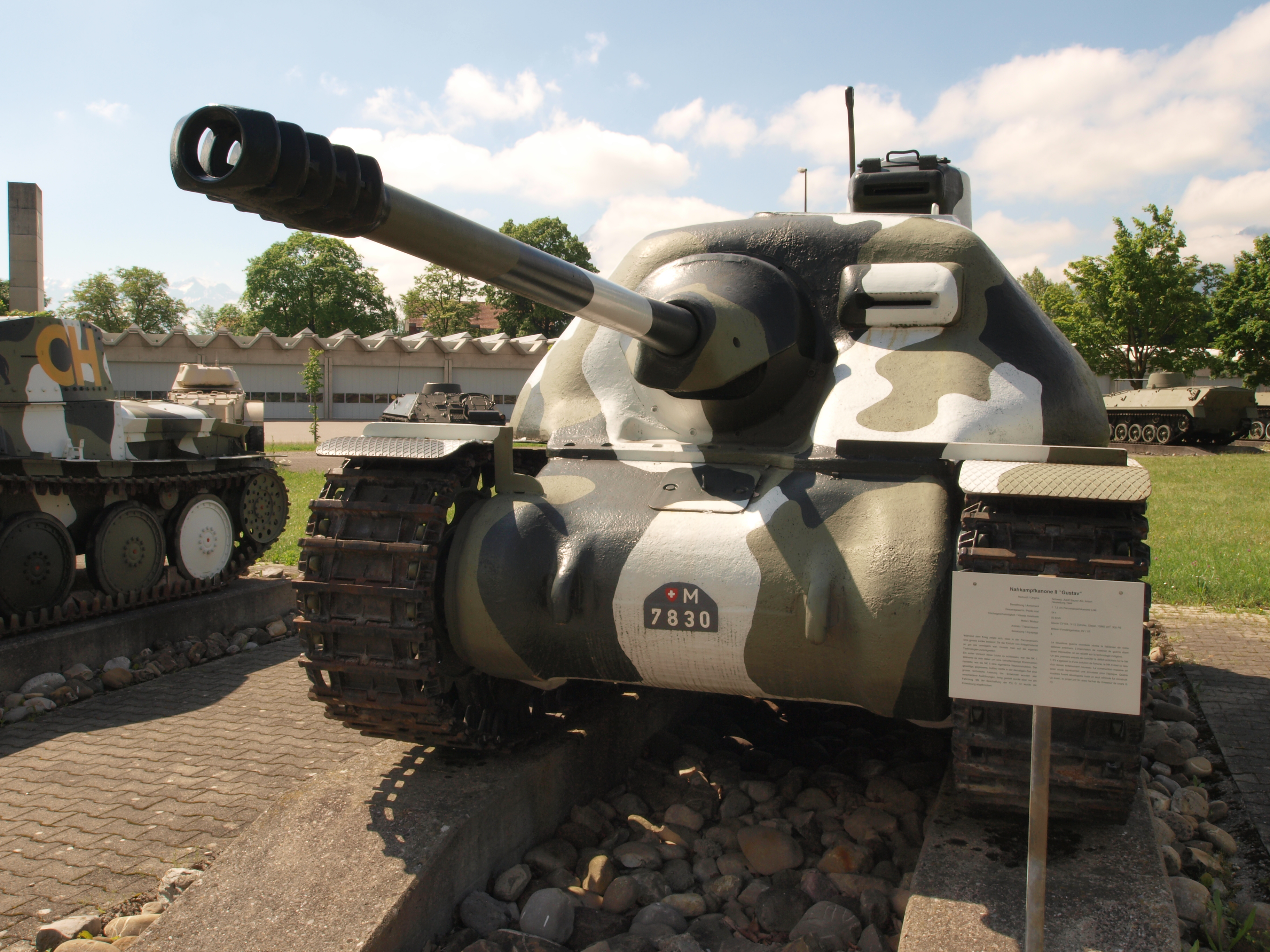
Nahkampfkanone 2 prototype